# Tyrannulus elatus
A Tyrannulus elatus a madarak (Aves) osztályának verébalakúak (Passeriformes) rendjébe, ezen belül a királygébicsfélék (Tyrannidae) családjába tartozó Tyrannulus nem egyetlen faja.

## Rendszerezése
A fajt John Latham angol ornitológus írta le 1790-ben, a Sylvia nembe  Sylvia elata néven.

## Előfordulása
Costa Rica, Panama, Suriname, Francia Guyana, Guyana, Bolívia, Brazília, Ecuador, Kolumbia, Peru és Venezuela területén honos.
Természetes élőhelyei a szubtrópusi és trópusi síkvidéki esőerdők, valamint ültetvények, másodlagos erdők, vidéki kertek és városi régiók. Állandó, nem vonuló faj.

## Megjelenése
Testhossza 11 centiméter. Sárga koronája van.
|  |

## Életmódja
Rovarokkal és kisebb gyümölcsökkel táplálkozik.

## Természetvédelmi helyzete
Az elterjedési területe rendkívül nagy, egyedszáma pedig stabil. A Természetvédelmi Világszövetség Vörös listáján nem fenyegetett fajként szerepel.